# Harry Leask
Harry D. Leask (Edimburgo, 19 ottobre 1995) è un canottiere britannico, vice-campione olimpico nel quattro di coppia a Tokyo 2020.

## Biografia
Agli europei di Glasgow 2018 ha conquistato il bronzo nel due di coppia, assieme a Jack Beaumont.
Ha rappresentato la Gran Bretagna ai Giochi olimpici estivi di Tokyo 2020, dove ha vinto la medaglia d'argento nel quattro di coppia con i connazionali Angus Groom, Tom Barras e Jack Beaumont.
Ai mondiali di Račice 2023 è salito sul secondo gradino del podio nel 4 di coppia, con George Bourne, Matthew Haywood e Tom Barras.

## Palmarès
- Giochi olimpici estivi

Tokyo 2020: argento nel quattro di coppia;
- Mondiali

Račice 2022: argento nel 4 di coppia;
- Europei

Glasgow 2018: bronzo nel 2 di coppia;